# Intel-Arrow-Lake-Mikroarchitektur
Arrow Lake ist Intels Codename für die Core-Ultra-Serie-2-Prozessoren, die am 24. Oktober 2024 veröffentlicht wurden. Arrow Lake umfasst sowohl sockelbare Desktop-Prozessoren als auch Mainstream- und Enthusiasten-Mobilprozessoren. Gefertigt werden die Prozessoren bei TSMC: Der Compute-Tile entsteht im 3-nm-Verfahren, der Grafik-Tile im 5-nm-Verfahren und der SoC- sowie der I/O-Tile im 6-nm-Verfahren.

## Neuerungen

### Compute-Tile
- Desktop-Prozessoren: E-Kerne (Skymont) und P-Kerne (Lion Cove)
- Laptop-Prozessoren: E-Kerne (Skymont), LP-E-Kerne (Skymont; LP: Low Power) und P-Kerne (Lion Cove)
- Der L2-Cache der Lion-Cove-Kerne wurde von 2,5 MB (Lunar Lake) auf 3 MB vergrößert.
- Lion-Cove-P-Kerne erreichen eine IPC-Steigerung von 9 % gegenüber den Raptor-Cove-P-Kerne (Raptor Lake).[2]
- Skymont-E-Kerne bieten gegenüber Gracemont-E-Kernen (Raptor Lake) eine IPC-Steigerung von 32 %.
- Beide Kerntpyen unterstützen keine AVX-512-Anweisungen.
- Simultaneous Multithreading (SMT) wurde aus den Lion-Cove-P-Kernen entfernt.
- Arrow-Lake-Desktopprozessoren unterstützen ausschließlich DDR5-Speicher.

### Plattform Controller-Tile
- Wi-Fi 6E und Bluetooth 5.3
- Thunderbolt 4
- PCIe 4.0- und PCIe 5.0-Lanes
- USB4 und USB 3.2
- HDMI 2.1, DisplayPort 2.1 und eDP 1.4
- Unterstützung für vier 4K60-HDR-Displays oder für ein 8K60-HDR-Display
- Medien Engine: 8K60 10-bit HDR (Decoding) und 8K120 10-bit HDR (Encoding)
- VP9, AVC, HEVC, AV1, SSC

### Grafik-Tile
Arrow-Lake-Desktopprozessoren verfügen über vier Xe-LPG-Kerne, die auf der Alchemist-Grafikarchitektur basieren. Arrow-Lake-Mobilprozessoren verfügen hingegen bieten bis zu acht leicht modifizierte Xe-LPG+-Kerne mit Unterstützung für Dot Product Accumulate Systolic (DPAS)-Anweisungen. DPAS-Anweisungen ermöglichen die Multiplikation von FP16-, BF16- und INT4-Datentypen, wodurch der integrierte Grafikprozessor (iGPU) mehr Operationen pro Zyklus ausführen kann.

### SoC-Tile
Mobile Prozessoren der Arrow-Lake-Reihe verwenden erneut das SoC-Tile von Meteor Lake, das zwei stromsparende Skymont-LP-E-Kerne enthält, die sich von den Skymont-E-Kernen im Compute-Tile unterscheiden. Die energieeffizienten Skymont-LP-E-Kerne verfügen im Gegensatz zu den Skymont-E-Kernen im Compute-Tile über keinen L3-Cache.

### NPU
Arrow-Lake-Prozessoren mit integrierter NPU können insgesamt 36 TOPS erreichen. Davon entfallen 13 TOPS auf die NPU, 8 TOPS steuert die iGPU bei und 15 TOPS stammen von der CPU. Dieselbe Neural Processing Unit (NPU) wie in Meteor Lake liefert dabei 13 TOPS INT8, im Gegensatz zu den 48 TOPS von Lunar Lake. Zum Vergleich: Ryzen 8000G-Desktopprozessoren sind mit einer NPU ausgestattet, die 16 TOPS erreicht.